# Pellionia tenuicuspis
Pellionia tenuicuspis är en nässelväxtart som beskrevs av W.T.Wang, Y.G.Wei och F.Wen. Pellionia tenuicuspis ingår i släktet Pellionia och familjen nässelväxter. Inga underarter finns listade i Catalogue of Life.